# Бобыничское гетто
Гетто в Бобы́ничах (лето 1941 — февраль 1942 года) — еврейское гетто, место принудительного переселения евреев деревни Бобыничи Полоцкого района Витебской области в процессе преследования и уничтожения евреев во время оккупации территории Белоруссии войсками нацистской Германии в период Второй мировой войны.

## Оккупация Бобыничей и создание гетто
К началу войны в 1941 году в деревне Бобыничи (Бабыничи), кроме местных евреев, составлявших большинство населения деревни, также находилось и много евреев, приехавших на летний отдых — всего более 120 человек. Эвакуироваться успела только небольшая часть из них.
17 июля 1941 года немецкие войска заняли деревню, и оккупация продлилась до 30 июня 1944 года. Немецкий гарнизон численностью 30 человек разместился в здании школы. Переводчиком немцы приказали быть еврею Иоффе, хорошо знавшему немецкий язык. Ему сразу приказали составить полный список местных евреев, включая даже младенцев.
В начале августа 1941 года днём посреди деревни были убиты Мойша Беленький и Анатолий Сискович, вернувшиеся домой после разгрома их воинских частей, на которых указал немцам местный житель Алешкин.
До осени 1942 года, пока в деревне не стали появляться партизаны, немцы почти не трогали нееврейское население. Более того, крестьяне к взаимному удовлетворению обменивали у немцев ягоды, яйца и другие продукты на мыло и нитки. Абсолютно другим было отношение оккупантов к евреям. Реализуя нацистскую программу уничтожения евреев, немцы создавали гетто почти во всех городах и населённых пунктах Беларуси, где проживало еврейское население. Так и в Бобыничах оккупанты вынудили евреев путём ряда ограничений вплоть до полного уничтожения жить в условиях гетто.
Гетто в деревне было так называемого «открытого» типа и официально стало числиться с декабря 1941 года.

## Условия в гетто
Евреев никуда не переселяли, они продолжали жить в своих домах, и территория их проживания не была огорожена. Немцы не боялись, что узники разбегутся — обреченным людям некуда было уходить. Часть мужчин могли, конечно, уйти в лес и как-то выжить, несмотря на холод и голод, но они не могли оставить детей, жён и родителей. А с детьми и стариками шансов выжить в лесу не было, и помощь никто не мог оказать — даже когда и находились такие люди, они рисковали жизнями всех родных, потому что за помощь евреям немцы убивали всю семью. Даже когда бобыничские евреи узнали о расстрелах евреев в близлежащих местечках Кубличи и Прозороки, они не стали убегать и прятаться. Тех же узников, которые всё-таки решались на побег, обычно уже на следующий день находили и расстреливали.
Евреев использовали на изнурительных принудительных работах и постоянно избивали; питались они объедками.

## Уничтожение гетто
Первый массовый расстрел евреев Бобыничей немцы устроили 2 января 1942 года (в декабре 1941 года). За две недели до этого, в конце декабря 1941 года, обречённых людей загнали в два больших дома на углу центральной улицы, где они в ужасных условиях ожидали смерти.
Утром 2 января евреев вывели из домов на главную улицу и построили в колонну. Пять конвоиров с собаками повели людей по Полоцкой дороге. По обочинам улицы стояли жители деревни. Жена Шермана умоляла их забрать её дочь Светлану, которая была замужем за русским. Десятилетний Гирш Цирихман и ещё один еврейский мальчик попытались сбежать, но почти сразу были застрелены. Из толпы неслись крики, плач и стоны.
Убили их во рву недалеко от Усовского кладбища, примерно в километре от Бобыничей, немного в стороне от дороги. Немцы очень серьёзно относились к возможности еврейского сопротивления, и поэтому в первую очередь убивали в гетто или ещё до его создания евреев-мужчин в возрасте от 15 до 50 лет — несмотря на экономическую нецелесообразность, так как это были самые трудоспособные узники. По этой причине расстрельная команда карателей состояла только из пяти человек — ведь сопротивление им никто не мог оказать поскольку среди убиваемых евреев, как свидетельствуют документы ЧГК, остались почти одни женщины, старики и дети. Пожилой Лейб Финкельштейн почти принёс на себе обессилевшую жену. Ко рву подводили по одному-два человека, и двое немцев стреляли в них на глазах у ещё живых. Немощных стариков и маленьких детей бросали в яму живыми. Рива Герцик до последнего пыталась закрыть собой детей. Последним застрелили (как оказалось, только ранили) переводчика Иоффе, убив перед этим его детей и жену Риву.
Из семьи Герухман убили мать и трёх из четырёх сыновей (старший был в Красной армии) — Элю, Топаза и Айзика. Сапожника Хаима убили вместе с тремя дочками — Басей, Тейбой и Лейкой. Убили Топаза Рухмана с женой и двумя сыновьями Айзиком и Сойкой, семью Лейбы Нохана с тремя дочками, семью Беленьких с детьми Зямой и Соней, Риву Герцик с детьми. Убили подростков Гофмана Гирша, Цирихмана Гирша, десятилетнюю Соню Беленькую.
Перед тем, как убитые были закопаны, их раздели мародеры. Переводчик, когда с него стягивали сапоги, пришел в себя, поднялся и выполз из рва. Испуганные мародеры только причитали: «Свят, свят, свят…». Раненый переводчик в надежде на помощь пришёл к Будько — местному фельдшеру. В доме Будько, пособника оккупантов, в это время пировала расстрельная команда. Иоффе расстреляли второй раз.
Мойша Кравецкий с женой и двумя маленькими дочками (старшую звали Рая, имя младшей не сохранилось) сумел спрятаться, но соседи выследили их и донесли немцам — всех четверых убили.
Вторая «акция» (таким эвфемизмом гитлеровцы называли организованные ими массовые убийства) состоялась в феврале 1942 года (январе 1941 года), и гетто было уничтожено полностью.
Всего (только в январе 1942 года) в деревне Бобыничи были убиты 108 евреев.
На пепелищах на месте еврейских домов ещё долго копались те, кто верил в миф о «еврейском золоте».

## Память
После войны евреи в Бобыничах больше не жили.
В 1950-е годы в Бобыничи приезжали два брата Финкельштейна. Они установили на месте расстрела небольшой памятник с кованной оградой жертвам геноцида евреев. Ограду со временем украли. Летом 2007 года у въезда в деревню был установлен новый памятник евреям, погибшим в годы Катастрофы.
Много сведений о еврейской истории Бобыничей и о гибели евреев деревни удалось собрать местному школьному музею — во многом благодаря усилиям учительницы Зои Дмитриевны Шкляник.
Опубликованы фрагментарные списки евреев, убитых в Бобыничах.